# 422 a.C.

## Eventos
- Alceu, arconte de Atenas.[1]
- Lúcio Papírio Mugilano, Lúcio Mânlio Capitolino e Quinto Antônio Merenda, tribunos consulares em Roma.

### Guerra do Peloponeso

Mapa de Anfípolis

- Décimo ano da Guerra do Peloponeso.[2]
- Atenas acusa os habitantes de Delos de fazer uma aliança secreta com os lacedemônios; eles são expulsos de sua ilha, que é tomada pelos atenienses.[1]O sátrapa Faniaces oferece ao exilados a cidade de Adramício para eles habitarem nela.[1]
- Os atenienses elegem como general Cleon, líder do partido popular, e o enviam para a Trácia, com a missão de capturar Escione, [3] que estava sob cerco desde o ano anterior.[4]
- Cleon captura a cidade de Torone, vende as mulheres e crianças como escravas, e envia a guarnição sob ferros para Atenas.[5]
- Batalha de Anfípolis:[carece de fontes?] Cleon, sabendo que Brásidas estava acampado perto de Anfípolis, avança contra os lacedemônios;[6]  na batalha que se segue, ambos generais morrem, mas a vitória foi lacedemônia, e os atenienses recuperaram os corpos dos seus mortos após uma trégua.[7]
- Argileonis,[8] a mãe de Brásidas, ao ouvir da morte do filho, e que, dos lacedemônios, ele era o melhor, responde que ele era um homem bravo, mas era inferior a vários outros.[5][8]
- Paz de Nícias:[carece de fontes?] atenienses e lacedemônios concordam com uma trégua de cinquenta anos, com a troca de prisioneiros e a devolução das cidades capturadas durante a guerra.[9]

## Mortes
- Brásidas, general espartano e Cleon, general ateniense, na batalha de Anfípolis.